# ジョン・C・ウッズ

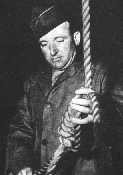

ジョン・クリス・ウッズ（John Chris Woods、1911年6月5日 - 1950年9月17日）はアメリカ陸軍に所属していた軍人、死刑執行人。最終階級は曹長。
1911年にカンザス州ウィチタで生まれる。高校中退後の1929年にアメリカ海軍へ入隊し、訓練の後艦艇乗組員となるが、数カ月で無断欠勤を何度も行い、軍紀違反により彼は軍法会議で有罪判決を受け、その後1930年4月23日に精神医学委員会の検査を受けた。 彼は「精神病を伴わない体質的精神病質劣等症」と診断され、「明らかに軍人としての資質に欠ける」と判断され、海軍を不名誉除隊となる。その後、1943年に陸軍に徴兵され、工兵として訓練を受けた後、第5特別工兵旅団第37戦闘工兵大隊B中隊に配属され、ノルマンディ上陸作戦などに参加。1944年10月に転属命令を受けて、死刑執行人としての訓練を受けた。
彼は1946年10月16日、ニュルンベルク裁判で死刑判決を受けた10人のナチ戦犯の絞首刑を執行した。また、347人の戦犯を絞首刑にした他、1944年から1945年にかけて、殺人などの犯罪を犯して死刑判決を受けたアメリカ兵30人の死刑執行を担当した。
1950年9月17日、朝鮮戦争の際に駐留していたマーシャル諸島のエニウェトク環礁で電気椅子を点検していたところ、誤って高圧電線に触れ感電死した。彼は現在、故郷のウィチタの墓地に眠っている。

## 絞首刑にしたナチ戦犯
ウッズはアメリカ陸軍の命令のもと、助手のジョセフ・マルタと共にニュルンベルク刑務所内の体育館で戦犯への絞首刑を執行した。この際にウッズとマルタは絞首刑に使うロープの長さを誤って見積もり、受刑者のうち何人かは落下後も絶命せず、しばらくの間もがき苦しんだ末に窒息死したことが記録に残されている。
また、設計ミスにより落下口が予定より小さく、受刑者のほとんどが落下時に頭部を強打し外傷を負った。
- ハンス・フランク
- ヴィルヘルム・フリック
- アルフレート・ヨードル
- エルンスト・カルテンブルンナー
- ヴィルヘルム・カイテル
- ヨアヒム・フォン・リッベントロップ
- アルフレート・ローゼンベルク
- フリッツ・ザウケル
- アルトゥル・ザイス＝インクヴァルト
- ユリウス・シュトライヒャー

ウッズは、ニュルンベルク処刑の後に以下のように語ったと伝えられている。
また、その際の処刑について自らこう評した。